# Heliconius donatia
Heliconius donatia är en fjärilsart som beskrevs av Hans Fruhstorfer 1910. Heliconius donatia ingår i släktet Heliconius och familjen praktfjärilar. Inga underarter finns listade i Catalogue of Life.